# 边雄乡
边雄乡（藏語：སྤེན་གཞུང་，威利转写：spen gzhung），是中华人民共和国西藏自治区日喀则市桑珠孜区下辖的一个乡镇级行政单位。

## 行政区划
边雄乡下辖以下地区：
桑珠拉孜普夏村、桑珠拉孜普奴村、普巴村、塔玛村、孔布林村、扎西岗村、林村、加根村、罗布林村和加娃村。